# Hibiki (canción)
«Hibiki» es una canción de los cantantes puertorriqueños Bad Bunny y Mora. Fue lanzado el 13 de octubre de 2023 a través de Rimas Entertainment.

## Antecedentes y lanzamiento
Bad Bunny y Mora habían colaborado previamente en canciones como «Una vez» del segundo álbum de Bad Bunny, YHLQMDLG, y la remezcla de «Volando». El 9 de octubre de 2023, Bad Bunny anunció su quinto álbum de estudio, Nadie sabe lo que va a pasar mañana, cuyo lanzamiento está previsto para el 13 de octubre, y «Hibiki» se incluyó como la cuarta pista.

## Composición
«Hibiki» es una canción de reguetón alternativo y trap con elementos de deep house y electropop. Según la letra, la palabra «Hibiki» significa «armonía», pero también es la marca de un whisky japonés que se produce en Osaka, Japón. De hecho, en la canción se le escucha decir «Bebiendo whisky, fumando agares».

## Visualizador de audio
Un visualizador de audio de la canción se subió a YouTube el 13 de octubre de 2023 junto con los otros visualizadores de audio de las otras canciones lanzados simultáneamente con el lanzamiento de Nadie sabe lo que va a pasar mañana.

## Posicionamiento en listas
| Lista (2023)                        | Mejor posición |
| ----------------------------------- | -------------- |
| Bolivia (Billboard)                 | 6              |
| Chile (Billboard)                   | 11             |
| Colombia (Billboard)                | 6              |
| Ecuador (Billboard)                 | 4              |
| Global 200 (Billboard)              | 11             |
| México (Billboard)                  | 10             |
| Perú (Billboard)                    | 6              |
| Portugal (AFP)                      | 79             |
| España (PROMUSICAE)                 | 4              |
| EE. UU. Billboard Hot 100           | 24             |
| EE. UU. Hot Latin Songs (Billboard) | 5              |